# Pteris vittata
Pteris vittata is een varensoort uit de lintvarenfamilie (Pteridaceae). De plant staat bekend om accumulatie van arseen, en wordt daarom ook wel gebruikt om de concentratie arseen in de grond te verlagen wanneer deze hoog is. Dit wordt ook wel fytoremediatie genoemd. 

## Bron
1. ↑  L.Q.Ma et al., Nature, 409 (2001), pp 579
2. ↑  A.O.Fayigaa et al., Environmental Pollution, 147, vol 3, (2007), pp. 737-742[dode link]